# Орлова Тетяна Олександрівна
 Тетяна Олександрівна Орлова (рос. Татьяна Александровна Орлова) (нар. 1 липня 1956) — радянська і російська актриса театру і кіно. Почесний діяч мистецтв міста Москви (2015). Заслужена артистка Росії (2018).

## Життєпис
Тетяна Олександрівна Орлова народилася 1 липня 1956 року в Свердловську. У 1977 році закінчила ГІТІС (курс Андрія Олександровича Гончарова). У тому ж році була прийнята в трупу Московського академічного театру ім. В. Маяковського. Художній керівник театру, Андрій Гончаров, не зміг розгледіти в актрисі талант, і Тетяні Орлової діставалися, в основному, другі ролі.
Талант Тетяни Олександрівни режисери виявили лише коли актрисі виповнилося 50 років. У той час їй надійшла пропозиція зіграти роль сварливої секретарки Тамари в ситкомі «Татусеві дочки» для каналу СТС. З цієї роботі актрису помітили і стали пропонувати безліч інших комедійних ролей в різних кіно- і телепроєктах. Талант акторки нарешті відкрився масовому глядачеві, і вона отримала незвичайну популярність.
З приходом в Театр ім. В. Маяковського нового художнього керівника - Міндовга Карбаускіса - театр зазнав значних якісних змін. Тетяні Олександрівні, вперше за всі її роки роботи в театрі, була запропонована головна роль. Тригодинної спектакль Микити Кобелєва «Бердичів» за однойменною п'єсою Фрідріха Горенштейна, прем'єра якого відбулася 20 лютого 2014 року, був відразу ж позитивно сприйнятий більшістю театральних критиків, а Тетяна Орлова за роль Рахіль Капцан стала володаркою кількох престижних премій і нагород.

## Вибрана фільмографія
- Татусеві доньки (2007—2013)
- Одна за всіх (2009—2017)
- Даєш молодь! (2009—2013)
- Вороніни (2009—2019)
- Поки цвіте папороть (2012)
- Біловоддя. Таємниця загубленої країни (2019)
- Дылды (2019—2022)
- Неслухняний (2022)
- Татусеві доньки. Нові (з 2023 року)